# 張智堯
張智堯（1975年5月8日—），台灣男演員，在台灣出道後，轉香港發展。

## 演出作品

### 電影
- 1998年：《超级天兵之機車班長》飾演 李國驥
- 1998年：《惡女列傳之猜手槍》飾演 無名小警
- 1999年：《小卒戰將》飾演  宋家虎
- 1999年：《陽光警察》飾演 sammy
- 2000年：《小李飛刀之飛刀外傳》飾演
- 2001年：《險角》飾演 小木
- 2001年：《地上最强》飾演 喬健
- 2001年：《特務迷城2003》（網絡版）飾演 太維
- 2002年：《股啊，股》飾演 記者阿基
- 2002年：《殭屍大時代》飾演 hei雷
- 2003年：《行運超人》（客串）飾演  朗拿度
- 2003年：《龍咁威2003》飾演 葉志
- 2005年：《殺破狼》飾演 阿樂(李偉樂)
- 2007年：《恐懼元素》飾演 李俊華
- 2007年：《陸小鳳傳奇》飾演 花滿樓
- 2015年：《約定倒計時》飾演 池俊傑
- 2020年：《鬼吹燈之湘西密藏》(網絡電影)飾演 胡八一
- 2021年：《秘不可言》
- 2023年：《撞邪》(網絡電影)
- 2024年：《圓月彎刀鴻蒙初始》(網絡電影，2012年拍攝)飾演 丁鵬
- 2025年：《观山太保》(網絡電影)(網絡電影)飾演 胡八一

### 電視劇
- 2000年：《音樂愛情故事》（與何嘉文主演）TVBS
- 2000年：《天地傳說之鱼美人》（唐本剛）
- 2001年：《楊門女將之女兒當自强》飾 （楊宗保）
- 2005年：《海豚愛上猫》
- 2006年：《香港奇案實錄》之魔鬼天使 亞洲電視
- 2006年：《鏢行天下》
- 2008年：《家有爹娘2》
- 2009年：《倚天屠龍記》
- 2009年：《簡單愛》
- 2012年：《楚留香新傳》（男主角+監製）
- 2014年：《古剑奇谭》（紫胤真人）
- 2015年：《活色生香》（寧昊天）
- 2015年：《盗墓笔记(第一季)》 （吳三省）
- 2017年：《三生三世十里桃花》 饰 折颜
- 2018年：《古剑奇谭2》（網絡劇）饰 谢衣
- 2018年：《唐砖》（網絡劇）饰 （李世民／李二）
- 2019年：《追球》饰 （颜志雲）
- 2019年：《九州缥缈录》饰 （白毅）
- 2023年：《護心》（網絡劇）饰 （凌霄）
- 待播中：《狐妖小红娘王权篇》（網絡劇）饰 王权弘业
- 待播中：《唐砖2:云归喜事》（網絡劇）

### 综艺
- 2017年 王牌对王牌20170120期
- 2015年 快乐大本营20150613期
- 2014年 快乐大本营20140823期

### MV
- 何嘉文〈雨停了〉
- 张智尧〈还想爱下去〉

## 廣告
- 衣蝶百货1997年度形象代言人
- 蘇格藍绿茶
- 舒跑運動飲料
- 北海鳕鱼香丝

## 音樂作品

### 唱片
- 1997年推出個人國語專輯《她是誰》

## 其他
- 擔任服飾品牌《Esprit》亞洲區優質時尚大使

## 外部連結
- 张智尧-ken的新浪微博
- 張智堯的新浪博客
- 張智堯在互联网电影资料库（IMDb）上的資料（英文）
- 在AllMovie上張智堯的頁面（英文）
- 張智堯在香港影庫上的簡介
- 張智堯在豆瓣上的资料（简体中文）
- 張智堯在时光网上的簡介（简体中文）